# 로만 헤어초크
로만 헤어초크(독일어: Roman Herzog, 1934년 4월 5일~2017년 1월 10일)는 독일의 제7대 대통령(1994~1999)이다. 그는 1990년 독일 통일 후, 처음으로 선출된 대통령이다.

## 생애
바이에른주 란츠후트의 개신교 집안에서 태어났다. 뮌헨에서 법학을 공부하고, 1957년에 첫 법률 시험을 치렀다. 1958년 법률 박사 학위를 취득하고, 뮌헨 대학교의 조교로 일하였다. 거기서 1964년에 두 번째 법률 시험을 합격하였다. 1966년까지 뮌헨 대학교에서 강의를 하다가, 베를린 자유대학교에서 법학과 정치학의 교수를 지냈다. 이후 1969년에 슈파이어 독일행정대학의 공법과 정치학의 교수로 옮겨, 1971년부터 1년 동안 슈파이어 독일행정대학의 총장으로 근무하였다.
1973년 본의 연방 정부와 함께 라인란트팔츠주의 대표로서 정계에 입문하였다. 1978년 바덴뷔르템베르크주의 문화, 체육상을 지냈다가, 1980년 주 의회에 뽑혀 내무장관을 지냈다. 1983년 카를스루에에서 독일 연방 헌법 재판소의 판사가 되었고, 1987년부터 1994년까지 재판소의 소장을 지냈다.
1994년 연방 회의에서 열린 선거에서 독일의 7대 대통령으로 선출되어, 1999년까지 재임하였다. 대통령에 선출된 후, 바르샤바 봉기 50주년 기념식에 참석하여 폴란드 투사들과 국민들에게 찬사를 바쳤다. 1999년 12월부터 2000년 10월까지 유럽연합의 기본권 헌장을 도안한 유럽 집회의 회장으로 있었다.
2017년 1월 10일 바덴뷔르템베르크주(州)의 한 병원에서 숨졌다.

## 일화
- 한국을 방문한 3일간 동안 호텔에서 세면도구를 원래 상태 그대로 놓고 가셨는데, 알고보니 독일에서 직접 세면도구를 챙겨오셔서 썼다고 한다. 거기에 룸서비스도 시키지 않고, 피자 한 판으로 하루 세 끼 해결은 물론, 3일 동안 호텔 수건을 두 장만 썼다고 한다.

## 역대 선거 결과
| 선거명      | 직책명        | 대수 | 정당                | 1차 득표율 | 1차 득표수 | 2차 득표율 | 2차 득표수 | 3차 득표율 | 3차 득표수 | 결과 | 당락 |
| ----------- | ------------- | ---- | ------------------- | ---------- | ---------- | ---------- | ---------- | ---------- | ---------- | ---- | ---- |
| 1994년 선거 | 독일의 대통령 | 7대  | 독일 기독교민주연합 | 45.6%      | 604표      | 47.0%      | 622표      | 52.6%      | 696표      | 1위  |      |